# Renacimiento (budismo)
Renacimiento en el budismo es la enseñanza de que las acciones de una persona conducen a una nueva existencia después de la muerte. El ciclo de renacimientos llamado saṃsāra se considera insatisfactorio y doloroso. El renacimiento es una de las doctrinas fundamentales del budismo, junto con el karma y el nirvana. En la India, la idea de reencarnación o transmigración tras la muerte era ya parte del contexto religioso en el que nació el budismo. No obstante, en el budismo este fenómeno se tratará de un modo novedoso.
La doctrina del renacimiento afirma que un ser vivo puede transmigrar a uno de los seis reinos de la existencia, que incluyen los reinos celestiales, el reino animal, el reino de los fantasmas y los reinos del infierno. El renacimiento, como lo afirman varias tradiciones budistas, está determinado por el karma. Si bien el nirvana es el objetivo final de la enseñanza budista, una gran parte de la práctica budista tradicional se ha centrado en obtener méritos que conducen a un buen renacimiento.
Las diversas tradiciones budistas a lo largo de la historia han estado en desacuerdo sobre el mecanismo exacto del renacimiento. Algunas tradiciones budistas como Theravada afirman que el renacimiento ocurre de inmediato y que ninguna "cosa" (ni siquiera la conciencia) se mueve a través de las vidas (aunque existe un vínculo causal, como cuando se imprime un sello en cera). Otras tradiciones budistas, como el budismo tibetano, postulan un "estado intermedio" (bardo) entre la muerte y el renacimiento, que puede durar hasta 49 días.

## Terminología
En el budismo, el renacimiento se conoce con varios términos:
- "irse" (Pali: gati) y "regresar" (Pali: āgati),
- "convertirse" (Sánscrito: punarbhava, Pali: punabbhava),
- "renacer" (punarjanman),
- "llegar a existir" (Pali y Sánscrito: bhava),
- "nacimiento" (Pali y Sánscrito: jāti).

Algunos budistas modernos prefieren el término "renacimiento" a "reencarnación", ya que toman este último para implicar una entidad (atman, un yo eterno) que renace (como se cree en el hinduismo). El budismo niega que exista tal entidad o yo en un ser vivo, pero afirma que existe un ciclo de transmigración. Así, el renacimiento en el budismo no es igual que la reencarnación en el hinduismo, ya que Buda Gautama negó explícitamente que hubiera algo permanente en la persona que fuera ocupando o usando distintos cuerpos.

## En el budismo temprano
En la india antes de la época del Buda Gautama, se debatían muchas ideas sobre la naturaleza de la existencia. Las tradiciones védicas y sramana (como el jainismo) afirmaron la idea de un alma reencarnada o un yo eterno (atman), así como el karma (que influye el ciclo de renacimiento) que podría escaparse a través de la liberación (moksha). Mientras tanto, la escuela materialista india negó el karma y el renacimiento, afirmando en cambio que la muerte es una completa aniquilación. También hubo una tradición de escépticos (ajñana), que ni afirmaron ni rechazaron estas ideas. Por el contrario, el Buda aceptó el renacimiento, pero no el atman.
El Buda Gautama también afirmó que hay karma, pero lo interpretó como basado en la intención mental. Bhikkhu Sujato señala que el renacimiento en el budismo temprano está determinado por la propia mente, en particular por las elecciones éticas de uno. También señala que el objetivo final de la práctica espiritual en el budismo temprano era el fin del renacimiento. Hay muchas referencias al renacimiento en los textos tempranos budistas. Algunos suttas (discursos) clave que discuten el renacimiento incluyen Mahakammavibhanga Sutta (Majjhima Nikaya "MN" 136); Upali Sutta (MN 56); Kukkuravatika Sutta (MN 57); Moliyasivaka Sutta (Samyutta Nikaya "SN" 36.21); y Sankha Sutta (SN 42,8). Según Damien Keown, los textos tempranos budistas afirman que en la noche de su despertar, el Buda logró la capacidad de recordar una gran cantidad de vidas pasadas junto con numerosos detalles sobre ellas.
Según Bhikkhu Analayo, la enseñanza budista de la originación dependiente está relacionada con la doctrina del renacimiento. Uno de los doce elementos de la originación dependiente es el "nacimiento" (jati), que según Analayo se refiere al renacimiento de los seres. Analayo cita a SN 12.2 y su texto paralelo en Samyukta Agama "SA" 298 como evidencia. SN 12.2 define "nacimiento" en el contexto de la originación dependiente como "el nacimiento de los diversos seres en los diversos órdenes de seres, su nacimiento, descenso al útero, producción, la manifestación de los agregados, y la obtención de las bases sensoriales."

La concepción budista temprana del renacimiento es una en la que la conciencia siempre depende de otros factores, principalmente "el nombre y la forma" (nama-rupa), que se refiere al cuerpo físico y varios elementos cognitivos (como el sentimiento, la percepción y la voluntad). Debido a esto, la conciencia (viññana) es sostenida por el cuerpo y el aparato cognitivo y no puede existir sin él (y viceversa). Sin embargo, la conciencia puede saltar de un cuerpo a otro (esto se compara con cómo una chispa de un hierro caliente puede viajar por el aire en Anguttara Nikaya "AN" 7.52). Este proceso se aplica al momento de la concepción, que requiere la entrada de una conciencia pal útero. Esto está indicado por Dirgha Agama "DA" 13 y sus paralelos (DN 15, Madhyama Agama "MA" 97). DA 13 dice:
[El Buda dijo]: Ananda, en dependencia de la conciencia hay nombre y forma. ¿Cuál es el significado de esto? Si la conciencia no entrara en el útero de la madre, ¿habría nombre y forma? [Ananda] respondió: No.
El mismo texto afirma que si la conciencia se apartara del útero, el feto no podría seguir creciendo. Basándose en estos discursos y otros (como SN 22.8 y SA 1265), Analayo concluye que "la conciencia parece ser lo que proporciona la transición de un cuerpo a otro". Sin embargo, según Sujato, los textos tempranos indican que no es solo la conciencia la que renace, sino alguna forma de los cinco agregados. Otro término que se usa para describir lo que renace en los EBT es gandhabba ("espíritu"). Según el Assalayana Sutta (y su paralelo en MA 151), para que la concepción tenga éxito, debe estar presente una gandhabba (así como otros factores fisiológicos).
Según los primeros textos budistas, esta conciencia de renacimiento no es una tabula rasa, sino que contiene ciertas tendencias subyacentes (anusaya) que "forman un objeto para el establecimiento de la conciencia" (SA 359, SN 13.39). Estas inclinaciones subliminales son una condición para el renacimiento y también llevan memorias de vidas pasadas.
Los primeros textos también indican que los recuerdos de vidas pasadas se pueden recuperar mediante el cultivo de estados meditativos profundos (samadhi). Textos como el Bhayabherava Sutta (MN 4, el texto Agama paralelo está en Ekottara Agama 31.1) y el Mahapadana Sutta (DN 14, paralelo en DA 1) el mismo Buda desarrolló la capacidad de recordar sus vidas pasadas, así como de acceder a los recuerdos de las vidas pasadas de otros seres. Otro punto clave afirmado por los textos budistas es que la serie de vidas pasadas se remonta tanto al pasado que no se puede encontrar un punto de inicio (ver, por ejemplo, SN 15.3 y SA 938).
Los textos budistas también indican que hay un estado intermedio (antarābhava) entre la muerte y el renacimiento. Según Bhikkhu Sujato, el pasaje más explícito que apoya esto se puede encontrar en el Kutuhalasāla Sutta, que establece que "cuando un ser ha depositado este cuerpo, pero aún no ha renacido en otro cuerpo, es alimentado por el deseo".

### Cosmología y liberación

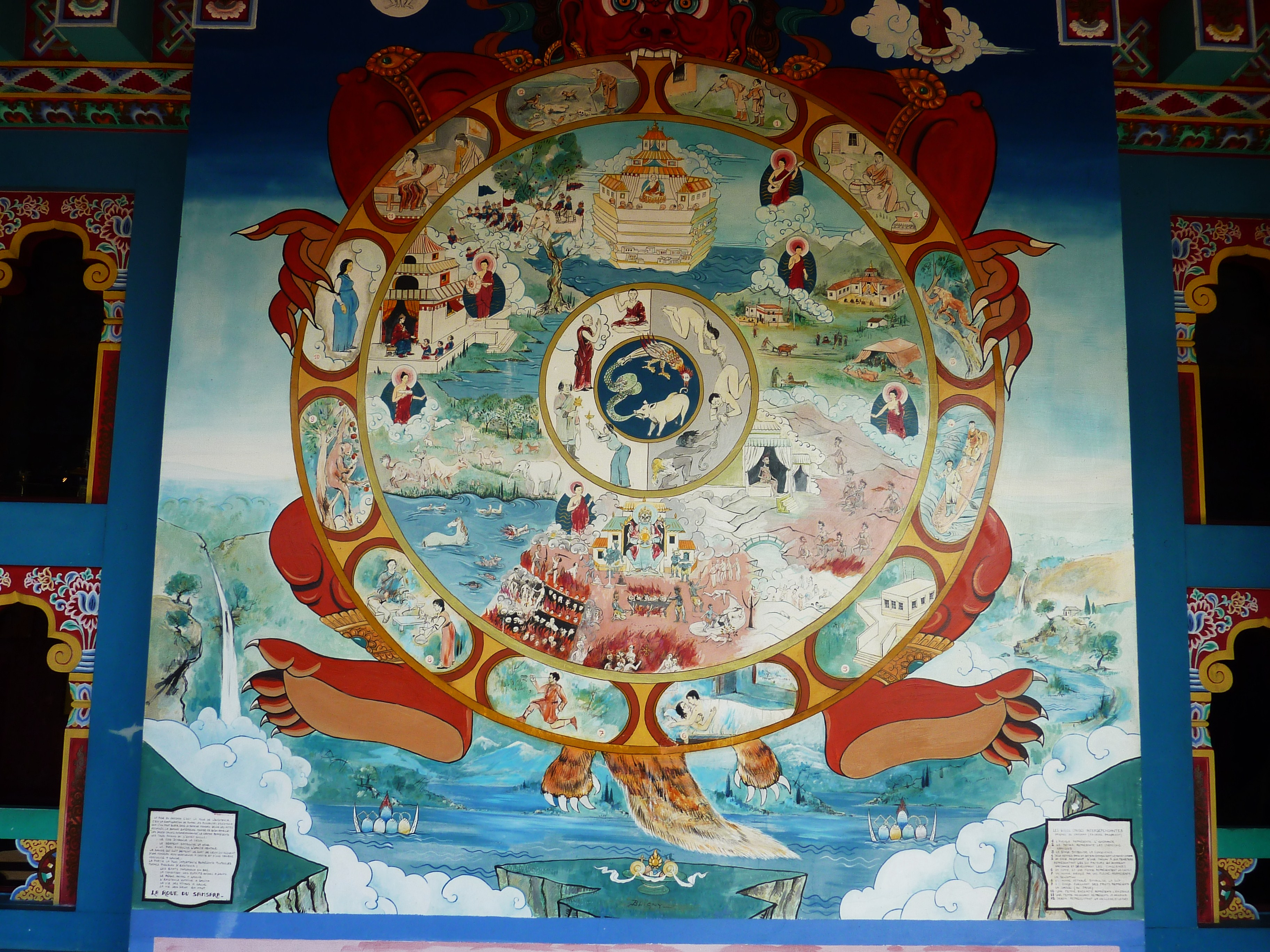
Un Bhavachakra ("Rueda de la existencia") Tibetana ilustra los diversos reinos de la existencia en los que un ser puede renacer.

En la cosmología budista tradicional, el renacimiento puede conducir a uno de los seis reinos de existencia. Los seis reinos del renacimiento son el reino celestial de los devas, el reino intermedio de los asuras, el reino humano, el reino animal, el reino de los fantasmas y el infierno. El renacimiento está condicionado por el karma (acciones intencionales) de vidas actuales y anteriores. El buen karma producirá un renacimiento más feliz en un reino bueno, mientras que se cree que el mal karma conduce al renacimiento en un reino inferior. Gran parte de la práctica budista tradicional (especialmente para los laicos) se ha centrado en ganar mérito, con el objetivo de lograr un buen renacimiento.
Una parte importante de la soteriología budista temprana son las cuatro etapas del despertar. Con cada etapa, se creía que uno abandonaba ciertas impurezas mentales o "grilletes". Además, se creía que cada etapa del despertar estaba asociada con estar más cerca del final del renacimiento de la siguiente manera:
- Al Sotāpanna (entrante en la corriente) todavía le quedan hasta siete renacimientos
- El Sakadāgāmi (el que vuelve una vez más) solo regresará para un renacimiento humano más.
- El Anāgāmi (el que no regresa) solo renacerá una vez más a un reino celestial.
- El Arahant ("el valioso") ha cortado el renacimiento por completo y no renacerá.

### La visión correcta y renacimiento
Según los primeros textos budistas, aceptar la verdad del renacimiento (explicado como aceptar que "existe este mundo y el próximo mundo" en discursos como MN 117) es parte de la visión correcta, el primer elemento del noble camino óctuple. Como señaló Bhikkhu Analayo, una definición estándar de la visión errónea en los textos tempranos "cubre explícitamente la negación del renacimiento y del karma". La negación del renacimiento es rechazada como una visión "aniquilacionista" en el Brahmajala Sutta (DN 1, paralelo texto chino en Dirgha Agama 21). El Samaññaphala Sutta (paralelo texto chino en DA 27) también critica la visión materialista que rechazaba el renacimiento y sostenía que "todos son destruidos con la muerte". Según este sutta, sostener este punto de vista mientras se vive en una época en la que las enseñanzas del Buda están disponibles es equivalente a nacer tonto y aburrido.
Sin embargo, Analayo argumenta que, dado que existen diferentes definiciones de la visión correcta en los primeros textos, esto "deja abierta la posibilidad de que alguien pueda participar en prácticas relacionadas con el camino budista hacia la liberación sin necesariamente comprometer la fe en el renacimiento. Sin embargo, no deja abierta la posibilidad de negar abiertamente el renacimiento, ya que eso equivaldría a tener un punto de vista equivocado ". Por esta razón, Analayo escribe que la cuestión del renacimiento puede simplemente dejarse de lado sin llegar a negar el renacimiento y sin afirmar aniquilación.
Un consejo dado en varios textos tempranos budistas es no perder el tiempo especulando sobre lo que podría haber sido uno en el pasado y lo que será en el futuro. Este consejo se puede encontrar en el Sabbasava Sutta (MN 2, con un paralelo en MA 10). En contraste con esto, varios textos tempranos recomiendan el recuerdo directo de las propias vidas pasadas como uno de los tres conocimientos superiores que corresponden a las realizaciones alcanzadas por el Buda en la noche de su despertar. Según Analayo, existe una gran diferencia entre el acceso directo a nuestras vidas pasadas a través del entrenamiento mental (que se fomenta) y la especulación teórica (que no lo es).
Algunos de los primeros discursos también describen a varios monjes budistas que malinterpretaron seriamente la naturaleza del renacimiento. En un discurso llamado Mahatanhasankhaya sutta (MN 38, y en chino MA 201), un monje llega a la conclusión de que es esta misma conciencia la que renacerá (en oposición a un proceso en constante cambio que nunca permanece igual). En otro discurso llamado Mahapunnama sutta (MN 109, SA 58), un monje aplica erróneamente la doctrina del no-yo (anatman) para argumentar que no hay nadie que se vea afectado por la fruición del karma.

## Desarrollos y teorías posteriores

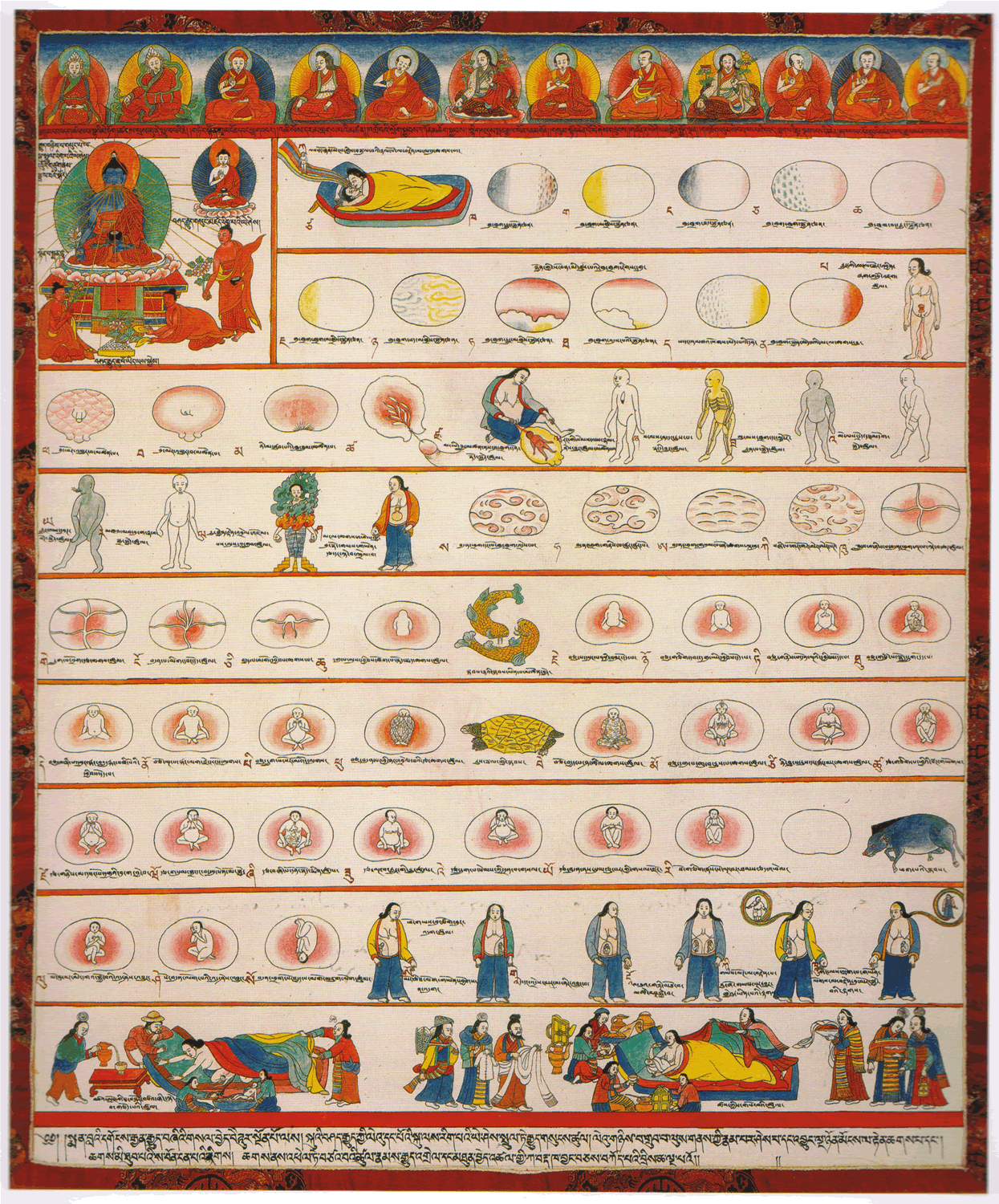
Una ilustración tradicional tibetana de la concepción y el crecimiento del feto, del tratado médico "Berilo Azul" de Sangye Gyatso (c. 1720). Note la conciencia que ingresa al útero durante la concepción (arriba).

Si bien la gran mayoría de los budistas acepta el renacimiento, difieren en sus teorías sobre el mecanismo del renacimiento y precisamente cómo se desarrollan los eventos después de la muerte. Ya en la época del Buda había mucha especulación sobre cómo explicar el renacimiento y cómo esto se relaciona con las doctrinas del no-yo y la impermanencia.
Después de la muerte de Buda, las diversas escuelas budistas que surgieron debatieron numerosos aspectos del renacimiento. Los temas importantes incluyeron la existencia del estado intermedio, la naturaleza exacta de lo que sufre el renacimiento, la relación entre el renacimiento y el no-yo, y cómo el karma afecta el renacimiento.
Tanto la tradición Sarvāstivāda-Vaibhāṣika como la Theravāda interpretaron la enseñanza de los 12 factores (nidana) de la originación dependiente utilizando un modelo de tres vidas (la vida anterior, la vida presente y la vida futura). Sin embargo, sus textos de Abhidharma también afirman que los 12 factores pueden entenderse como activos en el momento presente.

### Karma y lo que renace
Una cuestión importante que fue debatida por los pensadores budistas indios fue la cuestión de qué es exactamente lo que renace y en qué se diferencia del concepto indio de un ātman (el yo inmutable) que el budismo rechaza. Los primeros textos budistas a veces hablan de una "conciencia en evolución" (Pali: samvattanika viññana) o de una "corriente de conciencia" (Pali: viññana sotam) como aquello que transmigra. Sin embargo, según Bruce Matthews, "no hay una exposición sistemática sobre este tema" en el Canon Pali.
Varias escuelas budistas indias como Sautrantika, Mahasamghika y Mahasisaka sostenían que el vínculo kármico entre las vidas podía explicarse por "semillas" que se depositaban en un sustrato mental. El anciano Sautrantika llamado Srilata defendió la teoría de un "elemento subsidiario" (anudhatu o purvanudhatu) que corresponde a la teoría de las semillas. La escuela Sautrantika sostuvo que esto era un "sustrato de conciencia transmigrante".
La escuela Sarvāstivāda-Vaibhāṣika, por otro lado, no aceptó la teoría de las semillas, ya que sostenía una teoría del tiempo eternalista, que sostenía que todos los fenómenos (dharmas) en el pasado, presente y futuro existen. Debido a esto, argumentaron que después de que una persona realizaba una acción, esta acción seguía existiendo y permanecía en un estado de "posesión" (prāpti) a la corriente mental (santana) de la persona que la hizo. Según los Vaibhāṣikas, fue esto lo que garantizó la capacidad del karma pasado para producir un efecto mucho después de haber sido ejecutado.
La teoría de las semillas también fue defendida por el influyente filósofo budista Vasubandhu en su Abhidharmakosha. También está presente en el Viniscayasamgrahani del Yogacarabhumi. Saṃghabhadra, un maestro Vaibhāṣika, afirma que se hacía referencia a la teoría de las semillas con diferentes nombres que incluían: elementos subsidiarios (anudhatu), impresiones (vasana); capacidad (samarthya), no desaparición (avipranasa) o acumulación (upacaya).
La teoría de las semillas fue adoptada y desarrollada por la escuela Yogacara en su doctrina de la "conciencia contenedora" (alaya-vijñana), que es una corriente de conciencia subliminal impermanente que almacena las semillas y experimenta un renacimiento. El Mahāyānasaṃgraha de Asanga equiparó el alaya-vijñana con enseñanzas similares que se encuentran en otras escuelas budistas, lo que indica que la idea de una conciencia de renacimiento estaba muy extendida. Afirma que esta es la misma idea que las escuelas Mahasamghika llaman “la conciencia raíz” (mula-vijñana) y lo que las escuelas Sthavira llaman bhavaṅga ("fundamento de existencia").
Según Lobsang Dargyay, la rama prāsaṇgika de la escuela Madhyamaka (que es ejemplificada por el filósofo Chandrakirti) intentó refutar todos los conceptos de un soporte o un almacén de información kármica (como el alaya-vijñana). En cambio, algunos filósofos de prāsaṇgika argumentan que una acción kármica da como resultado un potencial que madurará más tarde. Este potencial no es un fenómeno sustancial y no necesita un contenedor. Sin embargo, otros pensadores Madhyamaka (que son clasificados como "svatantrikas" por los eruditos tibetanos), generalmente adoptaron el concepto de semillas kármicas almacenadas en una corriente mental.
La doctrina de la escuela Theravada del bhavaṅga (Pali, "base existencial", "condición para la existencia") es otra teoría que se utilizó para explicar el renacimiento. Se ve como un proceso mental que condiciona el siguiente proceso mental en el momento de la muerte y el renacimiento (aunque en realidad no viaja entre vidas).
La escuela Pudgalavada aceptó la premisa central del budismo de que no hay atman, pero afirmó que hay una "entidad personal" (pudgala) que retiene el mérito kármico y experimenta un renacimiento. Esta entidad personal no se consideró diferente ni idéntica a los cinco agregados (skandhas). Debido a que se asemeja a un atman, este concepto de entidad personal fue criticado por varios pensadores budistas como Buddhaghosa y Vasubandhu.

### Existencia intermedia
Otro tema de debate entre los budistas indios fue la idea de una existencia intermedia (antarabhāva) entre la muerte y el renacimiento. Según Andre Bareau, las escuelas budistas indias estaban divididas sobre este tema. Mientras que Sarvāstivāda, Sautrantika, Pudgalavada, Pūrvaśaila y algunos Mahīśāsakas aceptaron esta doctrina, los Mahāsāṃghika, algunos Mahīśāsaka, Theravāda, Vibhajyavāda y el Śāriputrābhidharma (posiblemente de los Dharmaguptakas) la rechazaron a favor de un salto inmediato entre cuerpos.
En el Abhidharmakosha, Vasubandhu defiende la teoría de la existencia intermedia. Sostiene que cada ser intermedio está formado por cinco agregados, que surge en el lugar de la muerte, y lleva la "configuración del ser futuro". Además, según Vasubandhu, este ser intermedio consciente se excita al ver a sus futuros padres unidos en el coito y se vuelve envidioso de uno de los padres. Debido a este deseo y odio, se apega al útero donde condiciona el primer momento de la "existencia del nacimiento" (pratisamdhi).
El concepto de la existencia intermedia (tibetano: bardo) se desarrolló aún más en el budismo tibetano y, a menudo, implica descripciones elaboradas de numerosas visiones experimentadas durante el proceso de la muerte. Estas ideas se discuten en textos funerarios como el Bardo Thodol.
El erudito de Theravāda, Buddhaghosa, defendió un punto de vista alternativo y argumentó que el renacimiento ocurre en un instante debido a un proceso llamado "vinculación del renacimiento" (patisandhi). Según Buddhaghosa, durante la muerte, las facultades sensoriales se disuelven hasta que solo queda la conciencia. El último momento de conciencia (cuti viññana) condiciona el primer instante de conciencia de la próxima vida (patisandhi viññana), que ocurre en el momento de la concepción. La relación se compara con la que existe entre un sello y cera. Si bien no son la misma entidad, la impresión de cera está condicionada por el sello. Por lo tanto, en el punto de vista clásico de Theravāda, nada en realidad "transmigra".
A pesar del rechazo del estado intermedio por parte de una figura tan influyente, algunos eruditos modernos de Theravāda (como Balangoda Ananda Maitreya) han defendido la idea de un estado intermedio. También es una creencia muy común entre los monjes y laicos en el mundo Theravāda (donde comúnmente se lo conoce como gandhabba o antarabhāva).

## Argumentos budistas a favor del renacimiento

### Argumentos empíricos
Tanto los budistas antiguos como algunos modernos afirman que el Buda y sus discípulos adquirieron un conocimiento directo de sus propias vidas pasadas, así como las de otros seres, a través de una especie de percepción extrasensorial (abhiñña). Filósofos budistas indios como Dharmakīrti han defendido el concepto de una percepción yóguica especial (yogi-pratyakṣa) que puede verificar empíricamente la verdad del renacimiento. Algunos autores budistas modernos como K.N. Jayatilleke también dicen que el principal argumento de Buda a favor del renacimiento se basaba en el empirismo, y que esto incluía la idea de que la percepción extrasensorial (Pali: atikkanta-manusaka) puede validar el renacimiento.
Budistas modernos como Bhikkhu Analayo y Jayatilleke también han argumentado que el renacimiento puede ser verificado empíricamente y han señalado ciertos fenómenos parapsicológicos como posibles pruebas, principalmente experiencias cercanas a la muerte (ECM), regresión a vidas pasadas, investigación de la reencarnación y xenoglosia. Tanto Analayo como B. Alan Wallace señalan que el trabajo del psiquiatra estadounidense Ian Stevenson proporciona una posible evidencia de renacimiento. Este no es solo un fenómeno reciente. Según Analayo, los antiguos budistas chinos también señalaron fenómenos anómalos como las ECM para defender la verdad del renacimiento.
Wallace también señala que varias figuras budistas modernas, como Pa Auk Sayadaw y Geshe Gedun Lodro, han escrito sobre cómo entrenar la mente para acceder a los recuerdos de vidas pasadas. El monje birmano Pa Auk Sayadaw es conocido por enseñar tales métodos y algunos de sus estudiantes occidentales como Shaila Catherine han escrito sobre esto y sus experiencias al practicarlo.
Wallace sostiene que la introspección en primera persona es un medio válido de conocimiento sobre la mente (cuando esa introspección está bien entrenada por la meditación) y ha sido utilizada por numerosos contemplativos a lo largo de la historia. Escribe que una mente bien entrenada, "que puede compararse con un telescopio enfocado hacia adentro", debería poder acceder a "una corriente mental sutil e individual que continúa de una vida a otra". Wallace propone que un proyecto de investigación que utilice meditadores bien entrenados podría acceder a información de vidas pasadas de manera precisa y luego podrían ser verificadas por observadores independientes.

### Argumentos metafísicos

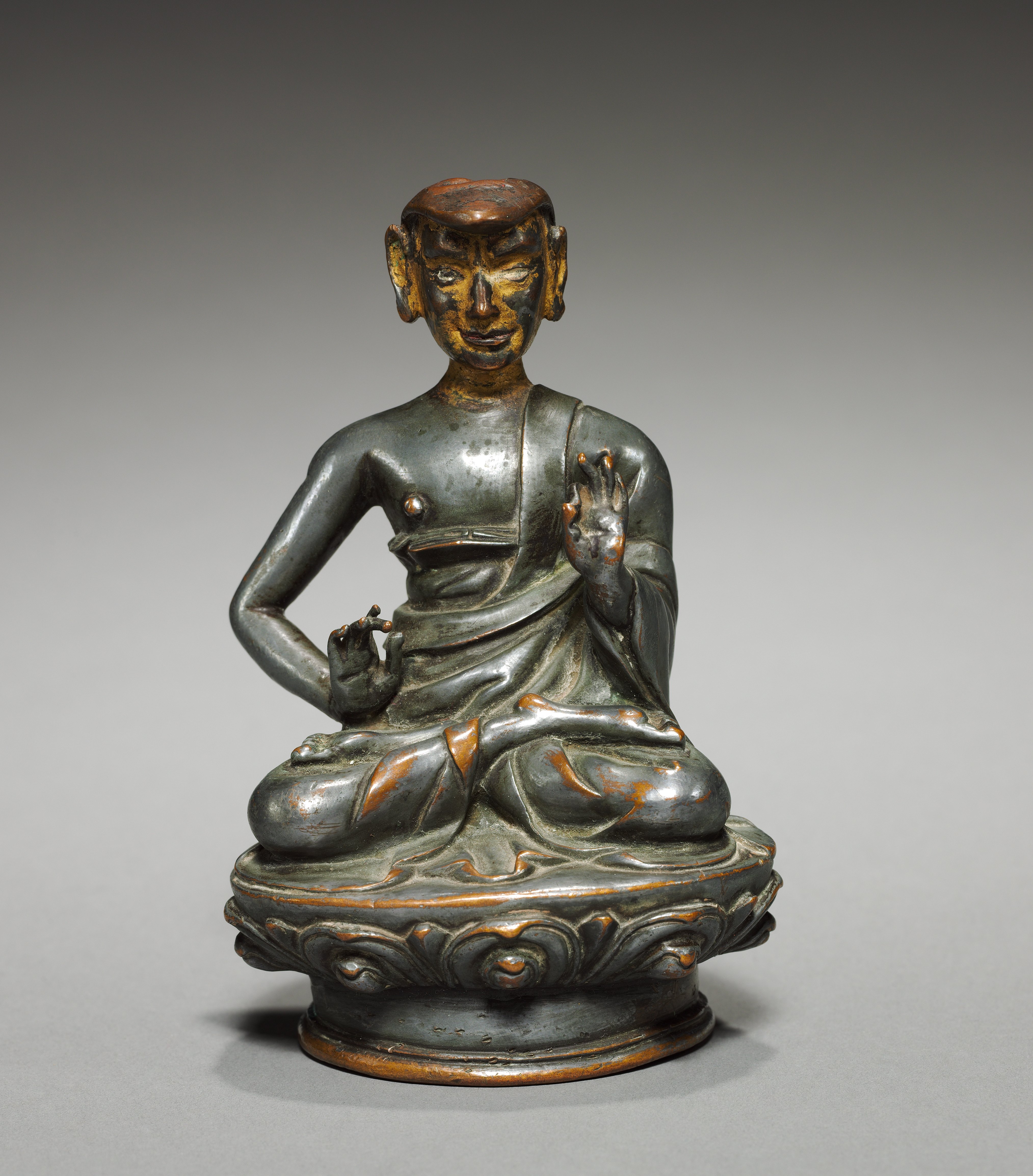
El filósofo budista indio Dharmakīrti (fl. C. Siglo o) desarrolló uno de los argumentos budistas más influyentes a favor del renacimiento.

Filósofos budistas indios como Dignaga (c. 480-540 d. C.) y Dharmakīrti (fl. C. Siglo VI o VII) también desarrollaron argumentos filosóficos a favor del renacimiento. En su Pramanavarttika ("Comentario sobre cognición válida", Tib. tshad ma rnam 'grel), Dharmakīrti defiende el renacimiento centrándose inicialmente en refutar la doctrina materialista de la escuela Carvaka. Esta escuela filosófica sostenía que el único soporte (asraya) para la cognición es el cuerpo y que cuando se destruye el cuerpo, se destruye la cognición. Budistas modernos que argumentan a favor del renacimiento como B. Alan Wallace a menudo comienzan con argumentos similares contra el materialismo y el fisicalismo, señalando el debate filosófico actual sobre el "problema difícil de la consciencia" y argumentando que las propiedades conscientes no pueden reducirse a propiedades físicas. Según Wallace "las visiones metafísicas del materialismo están en conflicto fundamental con la cosmovisión budista con respecto a la naturaleza de la mente."
Según Richard P. Hayes, Dharmakīrti negó que los eventos mentales son un mero subproducto del cuerpo. Para Dharmakīrti, todos los eventos dependen de múltiples causas y deben estar precedidos por una "condición causal antecedente" de la misma clase. Esto significa que todos los eventos mentales deben tener un evento mental previo como parte de su nexo causal (que se remonta antes del nacimiento de uno). Según Hayes, Dharmakīrti sostiene, por lo tanto, que "tanto los factores físicos como los no físicos juegan un papel en la formación de los eventos mentales", si no, no habría diferencia entre los seres sintientes y la materia inanimada.
El filósofo Evan Thompson describe el punto principal de Dharmakīrti de la siguiente manera: "la materia y la conciencia tienen naturalezas diferentes; un efecto debe ser de la misma naturaleza que su causa; por lo tanto, la conciencia no puede surgir o ser producida por la materia (aunque las cosas materiales pueden condicionar o influir en la conciencia)." Thompson señala además que para Dharmakīrti, la naturaleza de la materia es que es obstructiva, resiste otras instancias de materia, mientras que la naturaleza de la conciencia es capaz de incluir diversos objetos dentro de sí misma al mismo tiempo sin que ninguno de ellos obstruya al otro. Además, la conciencia es capaz de iluminar o conocer objetos (así como a sí misma, es decir, es autorreflexiva) y tiene intencionalidad.

Según Martin Willson, este tipo de argumento es el más comúnmente utilizado en la tradición filosófica tibetana para establecer la verdad del renacimiento y en su forma más simple se puede plantear de la siguiente manera:
Con respecto al conocimiento (conciencia o mente) de un ser ordinario que acaba de nacer: está precedido por un conocimiento anterior; porque es de naturaleza consciente.
Willson señala que este argumento se basa en dos supuestos adicionales:
- Cualquier continuo mental debe tener causas previas.
- El materialismo es falso y la mente no puede emerger únicamente de la materia (i.e. el emergentismo fuerte es falso).

Dharmakīrti también sostiene que los eventos mentales pueden condicionar causalmente los eventos físicos y, por lo tanto, no hay razón para privilegiar la materia como primaria.
Según Jacob Andrew Lucas, la fuerza del argumento de Dharmakīrti radica en dos premisas clave:
- La conciencia, o el continuo mental, tiene características distintas de las características físicas.
- La causa sustancial de cualquier evento es un evento previo con el mismo carácter (es decir, es una causa homogénea).

Sin embargo, como señala Lucas, no deberíamos considerar que Dharmakīrti está argumentando a favor de un dualismo estricto mente-cuerpo, ya que en todos los sistemas de pensamiento budista, la mente y el cuerpo están profundamente interconectados y dependen el uno del otro. El punto de Dharmakīrti es simplemente que la conciencia no puede surgir solo de factores físicos, lo que no implica que la conciencia esté totalmente separada de los factores físicos.
Lucas ofrece una formulación moderna de un argumento a favor del renacimiento que se basa en el trabajo del filósofo analítico contemporáneo Galen Strawson, conocido por argumentar contra el emergentismo y por defender una forma de panpsiquismo constitutivo.
El Theravada Abhidhamma presenta un argumento similar al de Dharmakīrti. Según la maestra de Abhidhamma Nina van Gorkom, los eventos físicos y mentales (dhammas) dependen de eventos previos de la misma categoría (es decir, los eventos mentales también deben estar condicionados por eventos mentales previos, etc.). En Abhidhamma, el evento mental (citta) que surge en el primer momento de la vida se llama conciencia del renacimiento (patisandhi-citta). Según van Gorkom, "no hay ninguna citta que surja sin condiciones, la patisandhi-citta también debe tener condiciones. La patisandhi-citta es la primera citta de una nueva vida y, por lo tanto, su causa solo puede estar en el pasado".

### Argumentos pragmáticos y teorías de apuestas
Varios eruditos del budismo, como David Kalupahana y Etienne Lamotte, han argumentado que el Buda es una especie de pragmático con respecto a la verdad, y que veía las verdades como importantes solo cuando eran útiles soteriológicamente. Por lo tanto, la posición budista sobre el renacimiento podría defenderse sobre bases pragmáticas en lugar de bases empíricas o lógicas. Algunos budistas modernos han adoptado esta posición.
El monje estadounidense Thanissaro Bhikkhu ha abogado por la aceptación del renacimiento como un tipo de apuesta pragmática (Pali: apaṇṇaka, "apuesta segura" o "garantía"). Thanissaro sostiene que "el Buda declaró que es una apuesta segura asumir que las acciones producen resultados que pueden afectar no sólo esta vida pero también las vidas posteriores". Thanissaro cita a Majjhima Nikaya 60 (Apaṇṇaka sutta) donde el Buda dice que si hay una vida después de la muerte, aquellos que realizan malas acciones "han hecho un mal lanzamiento dos veces" (porque son perjudicados en este mundo y en el siguiente) mientras que los que realizan las buenas acciones no lo harán, y por eso él llama a su enseñanza "la enseñanza de apuesta segura".

Según Thanissaro Bhikkhu:
El principal argumento pragmático del Buda es que si uno acepta sus enseñanzas, es probable que preste mucha atención a sus acciones para no causar daño. Esto en sí mismo es una actividad valiosa independientemente de la certidud del resto del camino. Al aplicar este argumento al tema del renacimiento y el karma, el Buda a veces lo combinó con un segundo argumento pragmático que se asemeja a la apuesta de Pascal: si uno practica el Dhamma, lleva una vida inocente en el presente. Incluso si el renacimiento y el karma no existen, uno no ha perdido la apuesta, porque la inocencia de la propia vida es una recompensa en sí misma. Si hay una vida después de la muerte con resultados kármicos, entonces uno ha ganado una doble recompensa: la ausencia de culpa de su vida presente, y las buenas recompensas de sus acciones en la otra vida. Estos dos argumentos pragmáticos forman el mensaje central de este sutta.
El filósofo budista cingalés K.N. Jayatilleke escribe que el "argumento de apuesta" del Buda en MN 60 es que una persona racional (viññu puriso) razonaría de la siguiente manera:
|                                                                                 | Si P es cierto                     | Si P no es cierto                             |
| ------------------------------------------------------------------------------- | ---------------------------------- | --------------------------------------------- |
| Apostamos P [atthikavada, el renacimiento basado en acciones morales es cierto] | Somos felices en la próxima vida   | Ganamos una buena reputación entre los sabios |
| Apostamos contra P [natthikavada, el renacimiento es falso]                     | Somos infelices en la próxima vida | Ganamos mala reputación entre los sabios      |

El Kālāma Sutta también contiene una teoría de apuestas similar llamada las "cuatro garantías" o "cuatro consuelos":
- "Si hay otro mundo, y si hay fruto y resultado de buenas y malas obras, es posible que con la desintegración del cuerpo, después de la muerte, renazca en un buen destino, en un mundo celestial".
- "Si no hay otro mundo, y no hay fruto y resultado de buenas y malas acciones, en esta misma vida me mantengo en la felicidad, sin enemistad ni mala voluntad, libre de problemas".
- "Supongamos que el mal le sobreviene al que hace el mal. Entonces, si no tengo malas intenciones para con nadie, ¿cómo puede afligirme el sufrimiento, si no hago maldad?"
- "Supongamos que el mal no le llega a quien hace el mal. Entonces aquí mismo me veo purificado en ambos aspectos".

### Argumentos morales
Según Thanissaro Bhikkhu, parte de la razón por la que Buda recomendó tener convicción en el renacimiento fue que su enseñanza sobre la naturaleza de la acción (karma) estaría incompleta sin renacimiento. Thanissaro sostiene que la distinción que hace el Buda entre acciones buenas y malas se basa en sus consecuencias, y que esto proporciona una fuerte motivación para hacer el bien mientras se mantenga el renacimiento. Esto se debe a que las acciones a veces pueden tardar muchas vidas en producir sus resultados (y, por lo tanto, las personas malas no siempre experimentan malas consecuencias en una vida, como se puede ver en SN 42.13 y MN 136) y, por lo tanto, solo una perspectiva de múltiples vidas puede conducir a "un caso completo y convincente de que siempre se deben evitar las acciones malas y siempre se deben desarrollar las acciones buenas".

Thanissaro también afirma:
Si asume que sus acciones tienen resultados, y esos resultados repercutirán a lo largo de muchas vidas, es más fácil ceñirse a sus principios de no mentir, matar o robar, incluso bajo mucha presión. Y aunque no sepas si estas suposiciones son ciertas, no puedes planificar una acción sin apostar implícitamente sobre el tema. Ésta es la razón por la que simplemente decir: "No sé", no es una respuesta adecuada a las preguntas sobre el renacimiento y la eficacia del karma. La actitud detrás de esto puede ser honesta en un nivel, pero es deshonesto pensar que esto es todo lo que se necesita decir, ya que ignora el hecho de que tienes que hacer suposiciones sobre los posibles resultados de tus acciones cada vez que actúas.
B. Alan Wallace escribe que los puntos de vista nihilistas y materialistas que rechazan el renacimiento "socavan cualquier sentido de responsabilidad moral, y esto seguramente tendrá un efecto profundamente perjudicial en las sociedades que adoptan tales creencias." Además, argumenta:
Si adoptamos una cosmovisión materialista, naturalmente buscaremos satisfacción y realización al dirigir nuestra atención al mundo exterior, buscando experiencias sensoriales e intelectuales novedosas, así como nuevas adquisiciones materiales. Asimismo, cuando nos enfocamos en disminuir nuestro nivel de sufrimiento y dolor, una vez más nuestra orientación será hacia afuera, buscando avances científicos y tecnológicos para aliviar nuestro sufrimiento. El deseo humano de una felicidad cada vez mayor parece ser insaciable, y una cosmovisión materialista apoya firmemente los valores materialistas y una forma de vida centrada en la búsqueda interminable del consumismo ... Una perspectiva materialista que centra nuestra atención en las recompensas de el mundo físico externo simultáneamente nos ciega a los recursos internos del corazón y la mente humanos. Si todos nuestros esfuerzos se dirigen hacia el alivio del sufrimiento y la realización de la felicidad por medios externos, las formas internas en las que podríamos buscar la buena vida quedarán sin explorar. Una cosmovisión materialista no proporciona ningún fundamento para comprometerse con la ética o la práctica espiritual de ningún tipo. Los valores materiales y el consumismo están naturalmente alineados con el materialismo, que reduce la meditación a un medio para hacer nuestra forma de vida materialista más soportable.
Según Alexander Berzin, la aceptación del renacimiento también tiene consecuencias morales positivas, particularmente en nuestra práctica del camino budista. Berzin escribe que la comprensión del renacimiento permite cultivar mejor la compasión y la bondad amorosa hacia todos los seres, ya que nos permite ver cómo en vidas pasadas nos hemos relacionado con todos los seres y cómo han sido nuestras madres (y viceversa). Asimismo, también hemos sido muchos tipos diferentes de seres en el pasado (hombres, mujeres, animales, numerosas nacionalidades, etc.). Según Berzin, esta reflexión nos permite relacionarnos mejor con otros seres sintientes.

## Interpretaciones naturalistas modernas
En la década de 1940, J.G. Jennings interpretó la enseñanza del renacimiento en sentido figurativa. Creyendo que la doctrina de anatta (no-yo) es incompatible con la opinión de que las acciones de un individuo pueden tener repercusiones para el mismo individuo en una vida futura, Jennings argumentó que la doctrina de la transmigración real era un "dogma indio" que no forma parte de las enseñanzas originales del Buda. Sin embargo, el renacimiento podría entenderse como la recurrencia de los deseos egoístas que podrían repetirse "en las generaciones sucesivas sin fin". En esta interpretación, nuestras acciones tienen consecuencias más allá de nuestra vida actual, pero estas son "colectivas, no individuales".

El pensador budista británico Stephen Batchelor ha defendido recientemente una opinión similar sobre el tema:
Independientemente de lo que creamos, nuestras acciones repercutirán más allá de nuestra muerte. Independientemente de nuestra supervivencia personal, el legado de nuestros pensamientos, palabras y hechos continuará a través de las impresiones que dejamos en la vida de aquellos a quienes hemos influenciado o tocado de alguna manera.
El monje tailandés modernista Buddhadāsa (1906-1993) también tuvo una interpretación racionalista o psicológica del renacimiento. Argumentó que como no hay una entidad sustancial (atman), “no hay nadie que nazca, no hay nadie que muera y renazca. Por lo tanto, toda la cuestión del renacimiento es bastante tonta y no tiene nada que ver con el budismo ... en la esfera de las enseñanzas budistas no hay ninguna cuestión de renacimiento o reencarnación ". Sin embargo, Buddhadāsa no rechazó completamente la doctrina del renacimiento, solo vio la idea de que hay algo que renace en un útero futuro como "trivial". En lugar de esta visión 'literal', interpretó el verdadero significado del renacimiento como el resurgimiento del sentido de sí mismo o "yo" o "mí", una especie de "egocentrismo" que es "un evento mental que surge de ignorancia, anhelo y apeg ". Según Buddhadāsa, esto es lo que realmente significa "renacimiento" en el nivel último (paramattha) del discurso.